# Tupou VI
Tupou VI (fullständigt namn på tonganska: ʻAhoʻeitu ʻUnuakiʻotonga Tukuʻaho Tupou VI), född 12 juli 1959 i Nukuʻalofa, är Tongas kung sedan 18 mars 2012 då han efterträdde sin bror George Tupou V. Tupou VI är yngste son till Taufa'ahau Tupou IV. Han var Tongas premiärminister 2000–2006.

## Tidigt liv
Vid födelsen fick ‘Aho‘eitu tre olika hövdingstitlar.
‘Aho‘eitu har studerat i USA och Australien. Den unga prinsen tog magisterexamen i University of East Anglia med utvecklingsforskning som huvudämne. Efter att ha blivit färdig med sina studier, gick han tillbaka till Tonga för att börja sin värnplikt i Tongas marin. Han hemförlovades efter fem år.

## Som minister och diplomat
Efter sin militärtjänst började ‘Aho‘eitu sin politiska karriär, och han nominerades till landets försvars- och utrikesminister tills år 2004. År 2000 blev han också Tongas premiärminister. Fyra år senare bojkottade flera politiker parlaments öppnande och krävde ‘Aho‘eitus avgång. En av dessa kritiker var Feleti Sevele som ansåg att prinsen kunde inte leda landet eftersom Tongas nationella flygbolag hade lades ned under hans tid som premiärminister.
‘Aho‘eitu avgick som premiärminister den 11 februari 2006. Tongas politiska atmosfär var redan spänd och det fanns prodemokratiska demonstrationer som senare i samma år blev ett fullständigt upplopp. Demonstranterna krävde bl.a. kungafamiljs förminskad roll i politik. Sevele blev ‘Aho‘eitus efterträdare och han är Tongas första valvalda premiärminister.
År 2008 skickades ‘Aho‘eitu till Australien som Tongas ambassadör. Han fungerade i ämbetet tills han blev kung.

## Som kung
Tupou VI kröntes i sommaren 2015 och tog titeln Tu'i Kanokupolu. Den nya kungen kröntes av en australiensk präst D'Arcy Wood så att man kunde undvika ett traditionellt tabu som förbjuder tonganer att vidröra en hövdings huvud. Kröningsfestligheter tog 11 dagar och 15 000 personer deltog. Bland utländska gäster märktes bl.a. Japans dåvarande kronprins Naruhito.

## Familjeliv
‘Aho‘eitu gifte sig med Nanasipau‘u Vaea den 11 december 1982. Paret har tre barn:
- prinsessa Lātūfuipeka Tuku‘aho
- kronprins Tupouto‘a ‘Ulukalala
- prins Viliami Tuku‘aho

## Utmärkelser
Som Tongas kung är Tupou VI stormästaren av följande ordnar:
- Pouonoorden
- Kronorden
- Sālote Tupou III:s orden
- George Tupou I:s orden
- Sankt Georgs militärorden
- Tongas kungahusorden
- George Tupou V:s kungliga familjeorden